# Orbeil
Orbeil é uma comuna francesa na região administrativa de Auvérnia-Ródano-Alpes, no departamento Puy-de-Dôme. Estende-se por uma área de 9,61 km². Em 2010 a comuna tinha 872 habitantes (densidade: 90,7 hab./km²).